# Jeugdbondsuitgeverij
De Stichting Jeugdbondsuitgeverij (JBU) is een initiatief van de twee Nederlandse jongerenverenigingen voor natuur: JNM en de NJN. De vrijwilligers van de Jeugdbondsuitgeverij (JBU) zijn allemaal jonger dan 26 jaar. Zij verzorgen uitgaven over de natuur, zoals determinatiegidsen. Doordat er geen winstoogmerk is, zijn uitgaven van de JBU erg goedkoop. Ook zijn ze allemaal zo toegankelijk mogelijk, de meeste determinatietabellen zijn met een loep in het veld te gebruiken.

## Geschiedenis
In 1934 schreef Luuk Tinbergen voor de NJN de tabel: 'Veldkenmerken van steltlopers, zwanen, ganzen en eenden'. Dit is de eerste tabel die door een jeugdbond gepubliceerd werd. De tabel was toegankelijk en voor Hfl 0,25 te koop. Hierna volgenden vele tabellen die uitgegeven werden door jeugdbonden.
Op de congressen (ledenvergadering) in 1972 van de NJN, KJN en CJN is besloten om de uitgeverijen van de jeugdbonden te fuseren. Per 1 februari 1973 zouden de losse uitgeverijen gezamenlijk doorgaan als de Jeugdbondsuitgeverij. In theorie bleef de uitgeverij van de NJN bestaan en gingen de voorraden van de CJN en KJN naar de NJN uitgeverij. De uitgeverij werd door leden van de NJN, KJN en CJN gerund. Bij elke uitgave zou minstens één uitgever van elke bond betrokken zijn. Dit om verantwoording af te leggen aan de Algemene Vergaderingen (AV) van de jeugdbonden. Ook zouden bij vergaderingen van de uitgeverij hoofdbestuurders (HBers) van de jeugdbonden aanwezig zijn. 
Sinds de fusie van de KJN en CJN, in 1976, wordt de uitgeverij door leden van de JNM (voorheen ACJN) en NJN bestuurd. Op 29 december 1993 is de stichting officieel aangemeld bij de KvK. Tegenwoordig is de structuur anders. Leden van de uitgeverij komen nog steeds van de NJN en JNM. De HBers van de jeugdbonden hebben geen inspraak meer. Wel stuurt de JBU voor elk congres of tussenledenvergadering een verslag naar de jeugdbonden om zich te verantwoorden. De uitgeverij bestaat uit een voorzitter, een admin, algemene leden en uitgevers.

## Uitgaven
De publicaties van de Jeugdbondsuitgeverij waren, en zijn, nog steeds belangrijk in de biologische onderzoekswereld. Veel jonge Nederlandse biologen gebruiken de JBU-publicaties, maar ook experts gebruiken ze. Ook in het buitenland worden veel publicaties gebruikt. Enkele nieuwere publicaties zijn ook in het Engels verschenen.
| ISBN              | Titel | Auteur(s) | Jaar | Druk                                        |
| ----------------- | --- | --- | ---- | ------------------------------------------- |
| 978-90-5107-067-5 | Determinatietabel voor Korstmossen op bomen – algemene blad- en struikvormige soorten                                                                                    | Christa Heyting & Henk-Jan van der Kolk                                                                                        | 2022 | 2e, licht gewijzigd                         |
| 978-90-5107-066-8 | De vliegenfamilies met drie voetkussentjes van Noordwest-Europa | Theo Zeegers & André Schulten                                                                                                  | 2021 | 1e                                          |
| 978-90-5107-063-7 | Nederlandse Bijen op naam brengen / Deel 2 | Hans Nieuwenhuijsen, Theo Peeters & Dominic Dijkshoorn (red.)                                                                  | 2020 | 1e                                          |
| N.B.              | Determinatietabel voor Nederlandse Weekschildkevers (Cantharidae) | Koen Verhoogt | 2020 | 1e                                          |
| 978-90-5107-065-1 | Earthworms: Photographic guide to the species of Northwestern Europe | Anne Krediet | 2020 | 1st                                         |
| 978-90-5011-686-2 | Veldgids Schelpen | Rykel H. de Bruyne | 2020 | 2e; ism de KNNV                             |
| 978-90-5107-062-0 | Zeeboek | Reinier de Vries (red.) | 2019 | 5e                                          |
| 978-90-5107-061-3 | Fotogids Libellen | Jan van Leeuwen | 2019 | 1e                                          |
| 978-90-5107-059-0 | De Nederlandse Regenwormen | Anne Krediet | 2019 | 1e                                          |
| 978-90-5107-060-6 | Determinatietabel van Kranswieren van de Benelux | John Bruinsma, Luc Denys, Werner Krause (†), Ron Mes, Emile Nat en Joop van Raam (†)                                           | 2018 | 2e herziene editie                          |
| 978-90-5107-058-3 | Determinatietabel voor Korstmossen op bomen – algemene blad- en struikvormige soorten                                                                                    | Christa Heyting & Henk-Jan van der Kolk                                                                                        | 2018 | 1e                                          |
| 978-90-5107-056-9 | Veldtabel Landpissebedden | Matty P. Berg & Jan J. van Duinen                                                                                              | 2018 | 1e                                          |
| 978-90-5107-057-6 | Zweefvliegen van Nederland en België | André Schulten | 2018 | 1e                                          |
| 978-90-5107-055-2 | Fotogids Springstaarten (Collembola) | Anne Krediet, Jan van Leeuwen, Tjomme Fernhout                                                                                 | 2017 | 1e                                          |
| 978-90-5107-054-5 | Field guide to the Robberflies of the Netherlands and Belgium | Reinoud van den Broek & André Schulten; Translation: Nick Wouwen                                                               | 2017 | 1e                                          |
| 978-90-5107-039-2 | De Sprinkhanen van Nederland en België | Roy Kleukers | 2017 | 5e                                          |
| 978-90-5107-053-8 | Veldtabel Wolzwevers van de Benelux | John Smit | 2017 | 1e                                          |
| 978-90-5107-052-1 | Veldgids Roofvliegen van Nederland en België | Reinoud van den Broek & André Schulten                                                                                         | 2017 | 1e                                          |
| 978-90-5107-050-7 | Determinatietabel voor Nederlandse Kniptorren | Anne Krediet, Koen Verhoogt | 2017 | 1e                                          |
| 978-90-5107-049-1 | Nederlandse Bijen op naam brengen / Deel 1 | Hans Nieuwenhuijsen & Theo Peeters                                                                                             | 2016 | 1e                                          |
| 978-90-5107-047-7 | Fotogids Vlinders | Anne Krediet | 2015 | 1e                                          |
| 978-90-5107-048-4 | Mieren van de Benelux | Peter Boer | 2015 | 2e                                          |
| 978-90-5107-046-0 | Tabel voor de Nederlandse Miljoenpoten (Myriapoda: Diplopoda) | Matty P. Berg, Anne Krediet & Theodoor Heijerman                                                                               | 2015 | 1e                                          |
| 978-90-5107-000-2 | Zeeboek: determinatietabellen voor flora en fauna van de Nederlandse kust                                                                                                | N.B. | 2014 | 4e, geheel herzien                          |
| 978-90-5107-045-3 | Velddeterminatietabel voor de lieveheersbeestjes van België en Nederland (Chilocorinae, Coccinellinae, Epilachninae & Coccidulinae)                                      | Jean-Yves Baugnée, Etienne Branquart & Dirk Maes                                                                               | 2011 | herziene druk                               |
| 978-90-5107-044-6 | Boom- en Bodemwantsen; Pentatomoidea | Fons van der Plas & Jaap van Schaik                                                                                            | 2010 | 1e                                          |
| 978-90-5107-043-9 | Mieren van de Benelux | Peter Boer | 2010 | 1e                                          |
| 978-90-5107-040-8 | Water- en Oppervlaktewantsentabel van Nederland | David Tempelman & Ton van Haaren                                                                                               | 2009 | 4e, volledig herzien                        |
| 978-90-5107-041-5 | De Spinnendoders van Nederland (Hymenoptera: Pompilidae) | Hans Nieuwenhuijsen | 2008 | 1e                                          |
| 90-5107-039-X     | De Sprinkhanen van Nederland en België | Roy Kleukers | 2007 | 4e                                          |
| 90-5107-039-X     | De Sprinkhanen van Nederland en België | Roy Kleukers | 2004 | 3e                                          |
| 90-5011-140-8     | Veldgids Schelpen | Rykel H. de Bruyne | 2004 | 1e; ism de KNNV                             |
| 978-90-5107-031-6 | Libellen van Noordwest-Europa; determinatie, verspreiding, biotoopsvoorkeur en bedreiging van de libellensoorten van Noordwest-Europa                                    | Arne Wendler & Johann-Hendrik Nüẞ (Dld); Vertaling: Willem Schipper; Bewerking: Arjan Stroo, Marcel Wasscher & Wendy Schuurman | 2002 | 1e                                          |
| 978-90-5107-033-0 | ODON-tabel: voor het op naam brengen van libellen zonder te vangen | Weia Reinboud, Tieneke de Groot & Marcel Wasscher                                                                              | 2002 | 4e, licht gewijzigd                         |
| 978-90-5107-038-5 | Wapenvliegentabel | Ben Brugge | 2002 | 2e, compleet herzien                        |
| 90-5107-037-3     | De loopkevers van Nederland & Vlaanderen : (Coleoptera: Carabidae): naar tabellen van Carl H. Lindroth                                                                   | Michiel Boeken, Hans Turin & Carl Hildebrand Lindroth (1905-1979)                                                              | 2002 | 2e, bewerkt                                 |
| 978-90-5107-016-3 | Zweefvliegentabel | Aat Barendregt | 2001 | 9e                                          |
| 90-5107-035-7     | Zweefvliegenveldgids : (Diptera, Syrphidae) | Menno Reemer | 2000 | 1e                                          |
| 90-5107-033-0     | ODON-tabel: voor het op naam brengen van libellen zonder te vangen | Weia Reinboud, Tieneke de Groot & Marcel Wasscher                                                                              | 1999 | 3e, herzien                                 |
| 90-5107-034-9     | De graafwespen van de Benelux: supplement | Wim Klein | 1999 | 1e                                          |
| 90-5107-032-2     | Determinatietabel van kranswieren in de Benelux | John Bruinsma & Werner Krause (†)                                                                                              | 1998 | 1e                                          |
| 978-90-5107-029-3 | Determinatietabel van plantensociologische verbonden | Victor Westhoff en Johannes Hendrikus Jacques "Joop" Schaminée                                                                 | 1996 | 2e                                          |
| 90-5107-030-6     | De graafwespen van de Benelux: Hymenoptera, Sphecidae: determinatietabellen                                                                                              | Wim Klein | 1996 | 1e                                          |
| 90-5107-028-4     | De wespvlinders van Nederland en België | Theo Zeegers | 1996 | 2e                                          |
| 90-5107-002-0     | De spillebeenvliegen, wortelvliegen en wolzwevers van Noordwest-Europa, in het bijzonder van Nederland                                                                   | Volkert S. van der Goot & Mark van Veen                                                                                        | 1996 | 2e, gewijzigd                               |
| 90-5107-027-6     | Notenkraker | Juuk Slager (red.), Ursula van Tweel (ill.) & Jan Wollring                                                                     | 1995 | 1e                                          |
| 90-5107-026-8     | Waterkevertabel voor Nederland | Huibert Barendregt & André van Nieuwenhuyzen                                                                                   | 1995 | N.B.                                        |
| 90-5107-025-X     | De loopkevers van het Gooi | Erik Lam | 1994 | 1e                                          |
| 90-5107-024-1     | Het Hommelleven | Manja Marion Kwak & Bernadine Irene Tieleman                                                                                   | 1994 | 1e; ism de KNNV                             |
| 90-5107-023-3     | Schelpen van de Nederlandse kust | Rykel H. de Bruyne | 1994 | 2e; ism de KNNV                             |
| 90-5107-005-5     | Insekten basis boek | Mark van Veen (red.) & Theo Zeegers (red.)                                                                                     | 1993 | 2e                                          |
| 90-5107-022-5     | De sprinkhanen van Nederland en België | Leo Beukeboom | 1993 | 2e, herzien                                 |
| 90-5107-021-7     | Odon-tabel: voor het op naam brengen van libellen zonder te vangen | Tieneke de Groot, Weia Reinboud & Marcel Wasscher                                                                              | 1993 | 1e                                          |
| 90-5107-007-1     | Zeeboek | Elsje de Ruijter & Aart Schoenmaker                                                                                            | 1993 | 3e, herzien                                 |
| 90-5107-013-6     | Tabel voor de Grotere Sluipvliegen en Horzels van Nederland | Theo Zeegers | 1992 | 1e                                          |
| 90-5107-020-9     | Houtzwammentabel | Hermann Theodor Jahn & Peter-Jan Keizer                                                                                        | 1992 | 2e                                          |
| 90-5107-019-5     | Varentabel: naar vegetatieve kenmerken | Bart van Tooren, Piet Bremer & Janneke Balk                                                                                    | 1992 | 3e                                          |
| 978-90-5107-015-6 | Haftenlarventabel: determineersleutel voor de larvale Eendagsvliegen (Insecta Ephemeroptera) van het Benelux-gebied, met verspreidingsgegevens voor de periode 1960-1985 | R. Gijselsz | 1991 | 1e                                          |
| 90-5107-018-7     | Rupsentabel | André de Wilde | 1991 | 1e                                          |
| 90-5107-017-9     | Schelpen van de Nederlandse kust | Rykel H. de Bruyne | 1991 | 1e; ism de KNNV                             |
| 90-5107-016-0     | Zweefvliegentabel | Aat Barendregt | 1991 | 8e                                          |
| 90-5107-014-4     | Dansvliegen: determinatietabel voor de wat grotere soorten van het geslacht EMPIS en alle soorten van het geslacht HYBOS in de Benelux                                   | Volkert Simon van der Goot | 1990 | 1e                                          |
| 90-5107-012-8     | Korstmossentabel naar veldkenmerken | André Aptroot | 1990 | 3e; ism de KNNV                             |
| 90-5107-011-X     | Dagvlindertabel | John Reichwein | 1990 | 10e, geheel herzien                         |
| 90-5107-009-8     | Sterren en planetentabel | Ron van 't Veer | 1990 | 1e                                          |
| 90-5107-006-3     | De knoppentabel | Martien Janssen & Dirk Slagter                                                                                                 | 1990 | 1e                                          |
| 978-90-5107-008-8 | De Nederlandse Zoetwaterslakken | Rienk Genee & Ruud Bank | 1989 | 2e                                          |
| 90-5107-010-1     | De Hommels van Nederland | Jan van der Blom | 1989 | gewijzigd                                   |
| 90-5107-007-1     | Zeeboek | Elsje de Ruijter & Aart Schoenmaker                                                                                            | 1989 | 2e, geheel herzien; ism de KNNV             |
| 90-5011-030-4     | Veldgids Zweefvliegen; De zweefvliegen van Noordwest-Europa en Europees Rusland, in het bijzonder van de Benelux                                                         | Volkert S. van der Goot | 1989 | 1e; ism de KNNV                             |
| N.B.              | Beeraak: volksdansmuziek | Volksdansmuziekgroep Kadans | 1988 | 6e; uitgave: Winschoten: Stichting Nevofoon |
| 90-5107-005-5     | Insekten basis boek | Mark van Veen (red.) & Theo Zeegers (red.)                                                                                     | 1988 | 1e                                          |
| 90-5011-016-9     | Van klunzen, vaklui en oude sokken: de geschiedenis van de NJN, de Nederlandse Jeugdbond voor Natuurstudie                                                               | Marga Coesèl | 1988 | 1e; ism de KNNV                             |
| 90-5107-001-2     | Nestkasthandleiding: een leidraad voor het bouwen en het gebruik van nestkasten voor onderzoek, natuurbescherming en educatie                                            | Frank Noppert, Paul Scheepers & Jan Dirk Smits                                                                                 | 1988 | 2e, geheel herzien                          |
| 90-5107-002-0     | De spillebeenvliegen, wortelvliegen en wolzwevers van Noordwest-Europa, in het bijzonder van Nederland                                                                   | Volkert S. van der Goot & Mark van Veen                                                                                        | 1987 | 1e                                          |
| 90-5107-004-7     | Wapenvliegentabel | Ben Brugge | 1987 | 1e                                          |
| 90-5107-003-9     | De loopkevers van Nederland : (Cicindelidae en Carabidae) | Michiel Boeken | 1987 | 1e                                          |
| N.B.              | De wespvlinders van Nederland en België | Theo Zeegers | 1986 | 1e                                          |
| 90-9400625-1      | Zoogdieren van de Benelux: herkenning en onderzoek: met uitzondering van de hoefdieren en de zeezoogdieren                                                               | Rogier Lange | 1986 | 1e                                          |
| N.B.              | De sprinkhanen van Nederland en België | Leo Beukeboom | 1986 | 1e                                          |
| N.B.              | Zeevogelpotentabel | Rombout de Wijs | 1986 | 2e                                          |
| N.B.              | Troika | N.B. | 1986 | 2e                                          |
| N.B.              | Dagvlindertabel | Kees Lems & Jan Lucas | 1985 | 9e                                          |
| N.B.              | De plooivleugelwespen | Raimond V. Hensen | 1985 | 1e                                          |
| N.B.              | Het zeeboek: met nieuwe practische tabellen voor de fauna van de Nederlandse kust                                                                                        | Rob Dekker & Michiel Huijsman                                                                                                  | 1984 | 1e                                          |
| N.B.              | Tandem | N.B. | 1984 | N.B.                                        |
| N.B.              | Hommeltabel | Jan van der Blom | 1984 | geheel herzien                              |
| N.B.              | De blaaskopvliegen en roofvliegen van Nederland en België | Mark van Veen | 1984 | 5e, gewijzigd                               |
| N.B.              | Een knipselboek over tropische regenwouden | Themagroep Tropisch Regenwoud                                                                                                  | 1983 | 1e                                          |
| N.B.              | Het Terwormboek | Michel van Roon & André Jansen                                                                                                 | 1983 | 1e                                          |
| N.B.              | Vissen in troebel water: zoetwater-ekologie-boekje | N.B. | 1982 | 2e                                          |
| N.B.              | De Nederlandse water- en oppervlakte wantsen: (Heteroptera: Nepomorpha en Gerromorpha)                                                                                   | Nico Nieser | 1982 | 2e, geheel herzien; ism de KNNV             |
| N.B.              | Vissen in troebel water: zoetwater-ekologie-boekje | N.B. | 1981 | 1e                                          |
| N.B.              | Het Liemersboek: natuur en landschap van het Gelders Eiland en haar bedreigingen                                                                                         | N.B. | 1981 | 1e                                          |
| N.B.              | Beeraak: volksdansen uit binnen- en buitenland | N.B. | 1980 | 1e                                          |
| N.B.              | Wielwebspinnentabel | Ron van ‘t Veer | 1979 | 1e                                          |
| N.B.              | Energie | Gert Adema, Sytze Brandenburg, Jan Brinkman & Chris Ens                                                                        | 1977 | 1e                                          |
| N.B.              | Hommel tabel | Pieter Johannes den Boer | 1977 | 7e, gewijzigd                               |
| N.B.              | Wapenvliegen-tabel | Volkert S. van der Goot | 1974 | 3e                                          |